# Плубидис, Никос
Никос (Николаос) Плубидис (греч. Νίκος Πλουμπίδης, 31 декабря 1902 — 14 августа 1954) — греческий политический деятель, участник антифашистского Сопротивления, член ЦК Коммунистической партии Греции и руководитель афинского подполья после гражданской войны в стране.

## Биография
Работал учителем, в 1926 году присоединился к КПГ. В 1938 году вошёл в Политбюро КПГ. Преследовался охранкой диктатора Метаксаса (арестован в 1939, позже из-за туберкулёза был переведён в санаторий, откуда бежал в 1941 году), после итало-немецкой оккупации страны вошёл в руководство Национально-освободительным фронтом (ЭАМ). После освобождения, страны из-за разногласий с генеральным секретарём Никосом Захариадисом и в результате серьёзных проблем со здоровьем (заработал туберкулёз во время заключения), вышел из Политбюро, но остался в руководстве партии. После гражданской войны в Греции остался в стране на нелегальном положении. Избежал ареста в 1950 году, когда охранке удалось схватить Никоса Белоянниса и многих других, осуждённых на «процессе 93-х». Когда в 1952 году начался «процесс 29-ти», на котором Белоянниса во второй раз приговорили к смерти, в открытом письме властям страны Плубидис предложил сдаться в обмен на жизнь Белоянниса. После этого ЦК КПГ объявил Плубидиса предателем, британским агентом и исключил из партии. В декабре 1952 года Плубидиса арестовала политическая полиция (в очень тяжёлом состоянии из-за прогрессирующего туберкулёза), на суде в 1953 году (приговорён к смертной казни дважды) он не отрёкся ни от своих взглядов, ни от партии и был расстрелян в 1954 году. Перед казнью отказался исповедаться и причаститься, а на самом расстреле не позволил завязать себе глаза и пел «Интернационал». Реабилитирован и восстановлен в партии только с началом десталинизации в конце 50-х.